# 春日井駅 (JR東海)

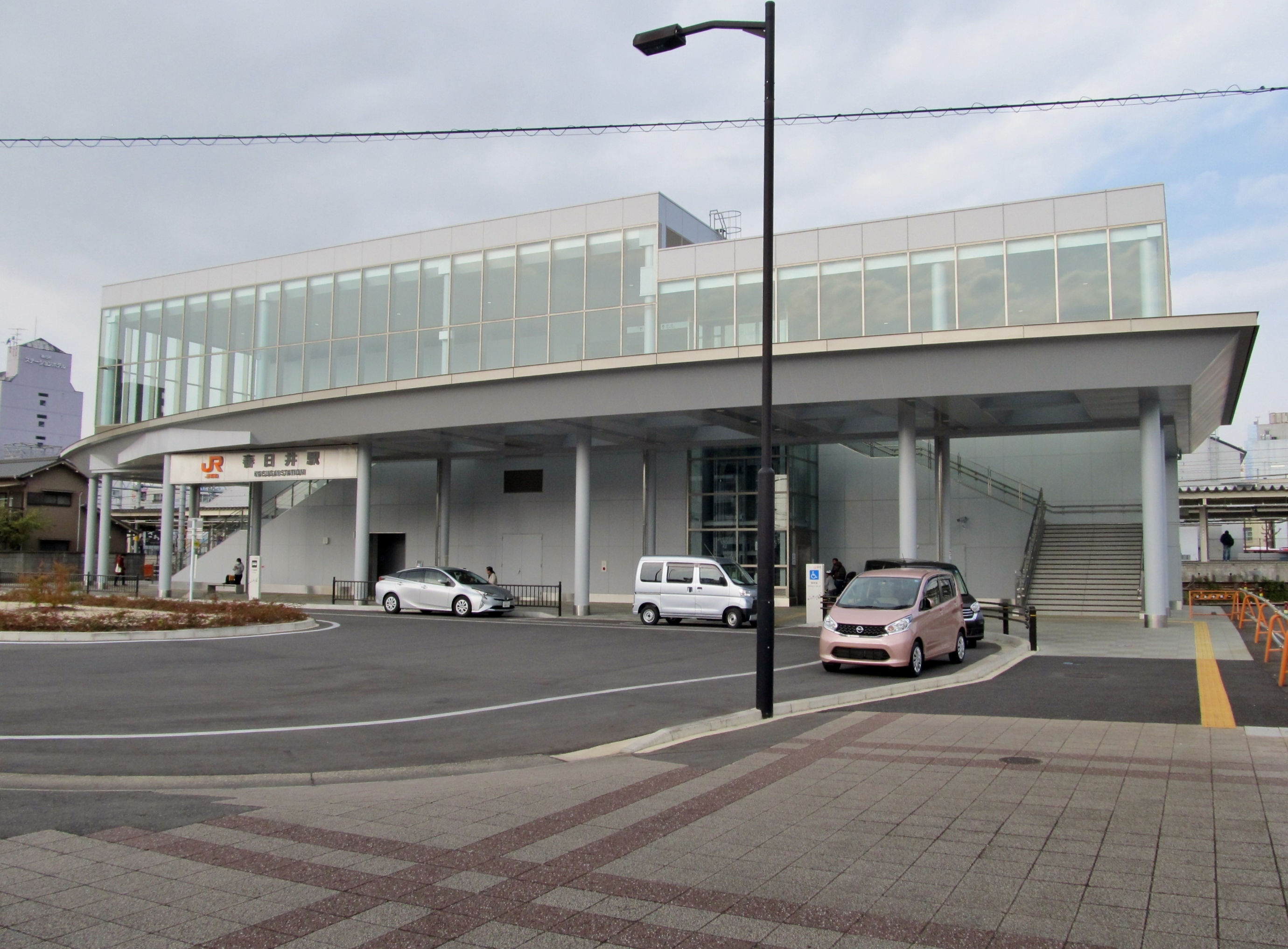
南口（2018年12月）

春日井駅（かすがいえき）は、愛知県春日井市上条町一丁目にある、東海旅客鉄道（JR東海）・日本貨物鉄道（JR貨物）中央本線の駅である。JR東海の駅番号はCF07。
運行形態の詳細は「中央線 (名古屋地区)」を参照。

## 歴史
現在の中央本線にあたる路線のうち、名古屋駅 - 多治見駅間の開業は、1900年（明治33年）であるが、当初は勝川駅 - 高蔵寺駅間には駅が設置されなかった。
その後、鳥居松村の林長三郎など村民の有力者を中心に駅の開設運動が起こり、1926年（大正15年）11月に、駅の敷地を地元の地権者が寄付することを条件に鉄道省から駅の開設が認可された（請願駅）。1927年（昭和2年）12月16日、現在地（当時は東春日井郡鳥居松村）に鳥居松駅（とりいまつえき）として開業した。
第二次世界大戦中の1943年（昭和18年）、鳥居松村ほか4町村の合併により春日井市が発足した。それから終戦を経て、市発足3年後の1946年（昭和21年）5月1日 に春日井駅へ改称した。

### 年表
- 1900年（明治33年）：現在の中央本線にあたる路線のうち、名古屋駅 - 多治見駅間が開業。
- 1927年（昭和2年）12月16日：中央本線の高蔵寺駅 - 勝川駅間に鳥居松駅（とりいまつえき）として開業[3]。
- 1942年（昭和17年）：駅舎を改築[1]。
- 1946年（昭和21年）5月1日：春日井駅に改称[3][6]。
- 1953年（昭和28年）7月：王子製紙春日井工場が操業を開始。この頃、同工場への専用線が開通。
- 1980年（昭和55年）4月1日：専用線発着を除く車扱貨物の取り扱いを廃止[3]。
- 1985年（昭和60年）3月14日：荷物の取り扱いを廃止[3]。
- 1987年（昭和62年）4月1日：国鉄分割民営化により、東海旅客鉄道（JR東海）・日本貨物鉄道（JR貨物）の駅となる[3]。
- 1988年（昭和63年）3月13日：コンテナ貨物の取り扱いを開始[3]。
- 1992年（平成4年）2月15日：北口に自動改札機を導入[7]。
- 2006年（平成18年）11月25日：ICカード「TOICA」の利用が可能となる。
- 2008年（平成19年）9月1日：北口駅前に防犯ステーションを開設。
- 2014年（平成26年）12月6日：南口仮駅舎を移転し、南北自由通路を暫定的に跨線橋として使用を開始[8]。同時に構内の地下道を廃止[8]。
- 2016年（平成28年）10月30日：橋上駅舎および南北自由通路の使用を開始[9][広報 1][広報 2][広報 3]。

地上時代の春日井駅
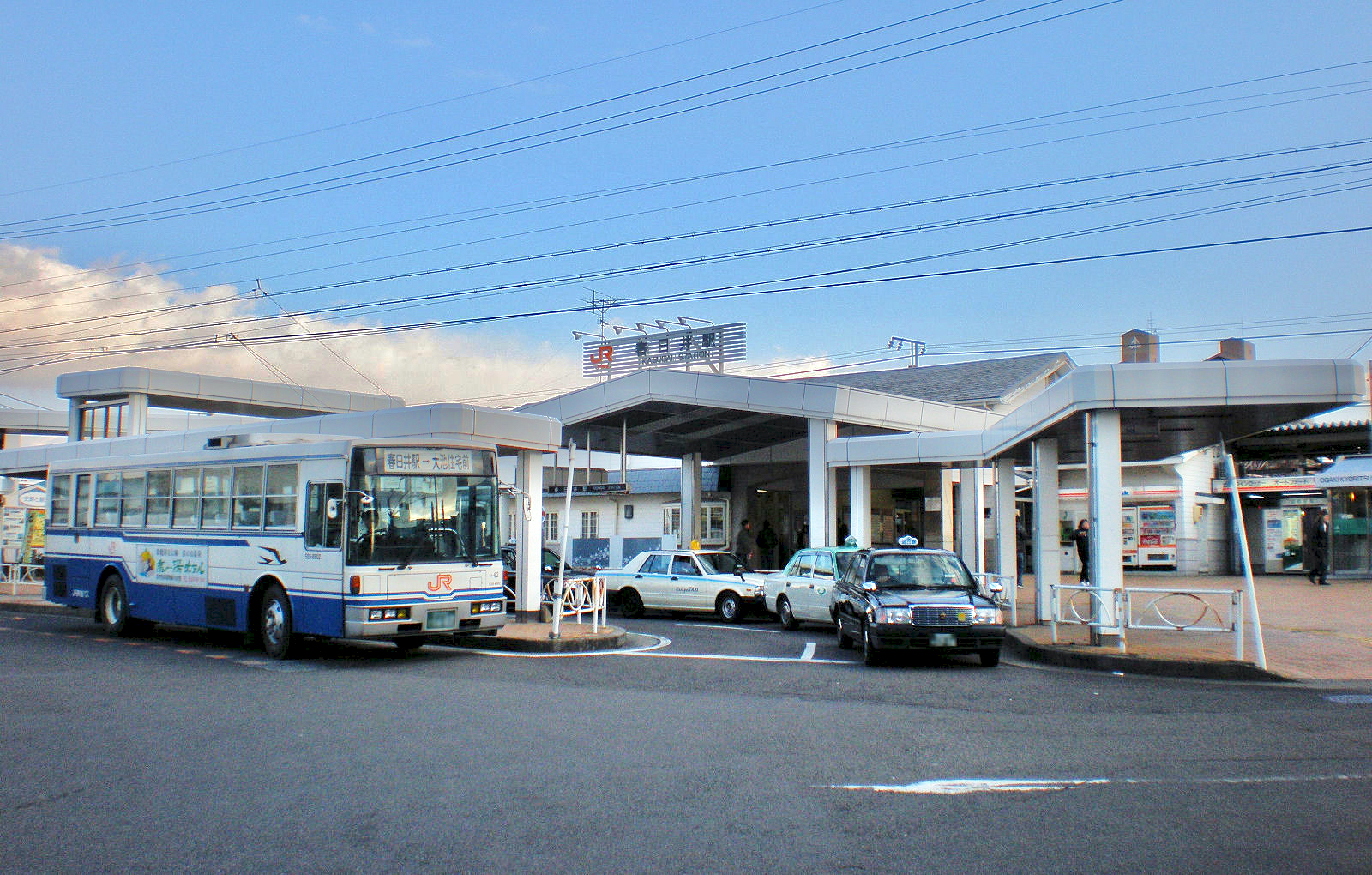
北口駅舎（2008年12月）
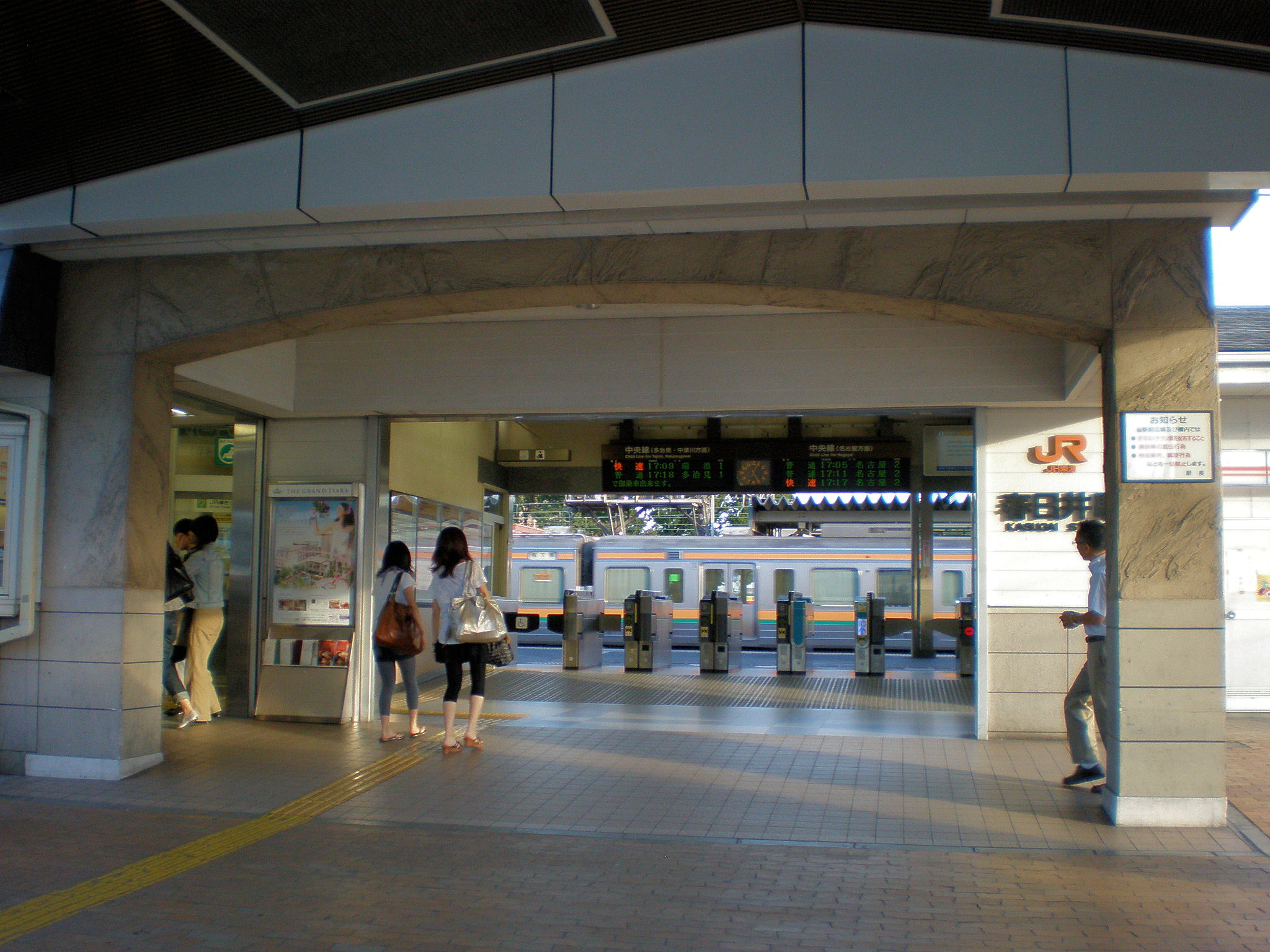
北口改札（2009年9月）
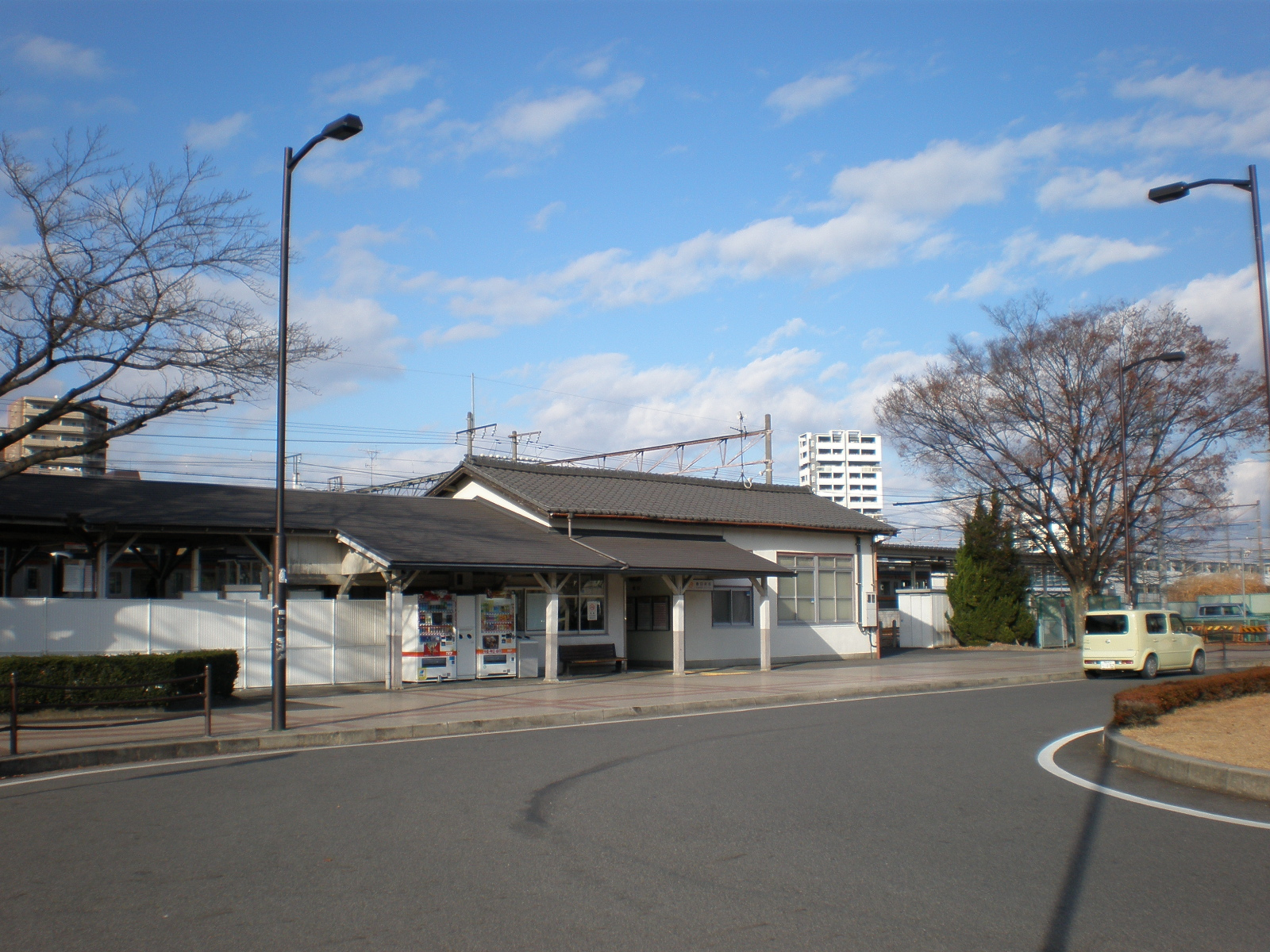
南口駅舎（2008年12月）

### 駅名の由来
春日井市の市役所の最寄り駅であることに由来する。
なお、名鉄小牧線の春日井駅（同市春日井町に所在）は直線距離で約4キロ離れており乗換駅ではない。名鉄の駅は1931年の開業当初から春日井駅という名称であり、同じ駅名になったのは当駅が1946年に改称して以降である。

## 駅構造
2012年（平成24年）度から約55億円の事業費を投じてバリアフリー化と自由通路を整備するため、全面的な改築工事が進められた。この工事で、自由通路（長さ約100mで幅は8mから10m）で結ばれた南口と北口は大屋根がある庇付きのガラス張りで、共にエスカレーターとエレベーター、車いすの使用可能な多目的トイレが24時間通行可能で、約1,300m²の広さを持つ橋上駅となった。
新駅舎では、改札口は自由通路に面しており、この橋上駅舎と自由通路は2016年（平成28年）10月30日に利用開始された。
自動改札機（TOICA対応・一部車椅子対応）、近距離乗車券類の自動券売機（TOICA対応）がある。JR全線きっぷうりばが設置されている。自動券売機はタッチパネル式で愛知環状鉄道・愛知環状鉄道線と伊勢鉄道・伊勢鉄道線の連絡乗車券も購入することが可能であるほか、窓口横には指定席券売機も設置されている。
駅長・駅員配置駅（直営駅）である。管理駅として、勝川駅を管理している。

### 駅構内
改札内に車いすが使用可能な多目的トイレがあり、上下線ホームともにバリアフリー設備としてエスカレーター2基とエレベーター1基がそれぞれ整備された。
中津川方面行きは単式ホーム1面1線、名古屋方面行きは島式ホーム1面2線。

#### のりば
| 番線 | 路線        | 方向 | 行先       |
| ---- | ----------- | ---- | ---------- |
| 1    | CF 中央本線 | 下り | 多治見方面 |
| 2    | CF 中央本線 | 上り | 名古屋方面 |

（出典：JR東海:駅構内図）
北口から順に、1番線（単式ホーム）、2番線（島式ホーム）の表記がある。
かつて島式ホームを挟んで2番線の向かい側に3番線があった。3番線には元々側線扱いで列車は発着していなかったが、2013年初頭に仮設跨線橋の建設のために3番線は利用停止となり、仮設跨線橋の撤去と駅舎橋上化が完了したのちに撤去された。
1番線ホームには清涼飲料水・アイスクリームの自動販売機が設置されている。各ホームとも屋根は10両分確保されている。喫煙コーナーが各ホームの名古屋寄りにあったが、構内全面禁煙化のため撤去された。
1番線（下り本線）・2番線（上り本線）の間に中線があり、貨物列車の発着や神領車両区からの出区列車に利用される。南口と3番線の間は側線が並び、貨物列車の入れ替えに利用される。
2009年夏頃より、上り列車は発車時に 車掌が乗降完了のブザー合図→運転士がホームに降り、同じくブザー合図→車掌が扉扱い後、車側灯の消灯を確認してブザーにて発車合図→発車 という手順を踏むようになった。

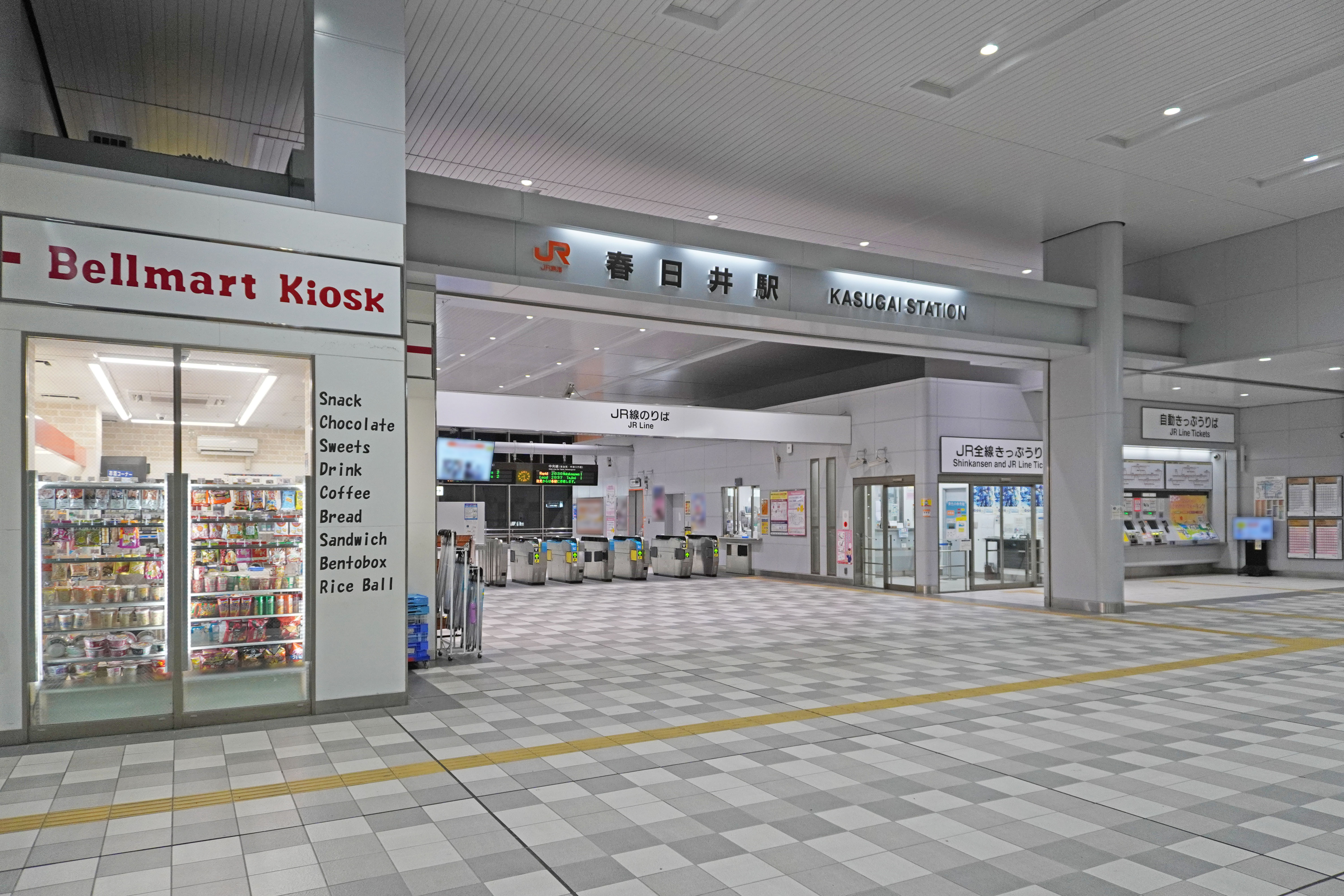
改札口と切符売り場（2023年1月）
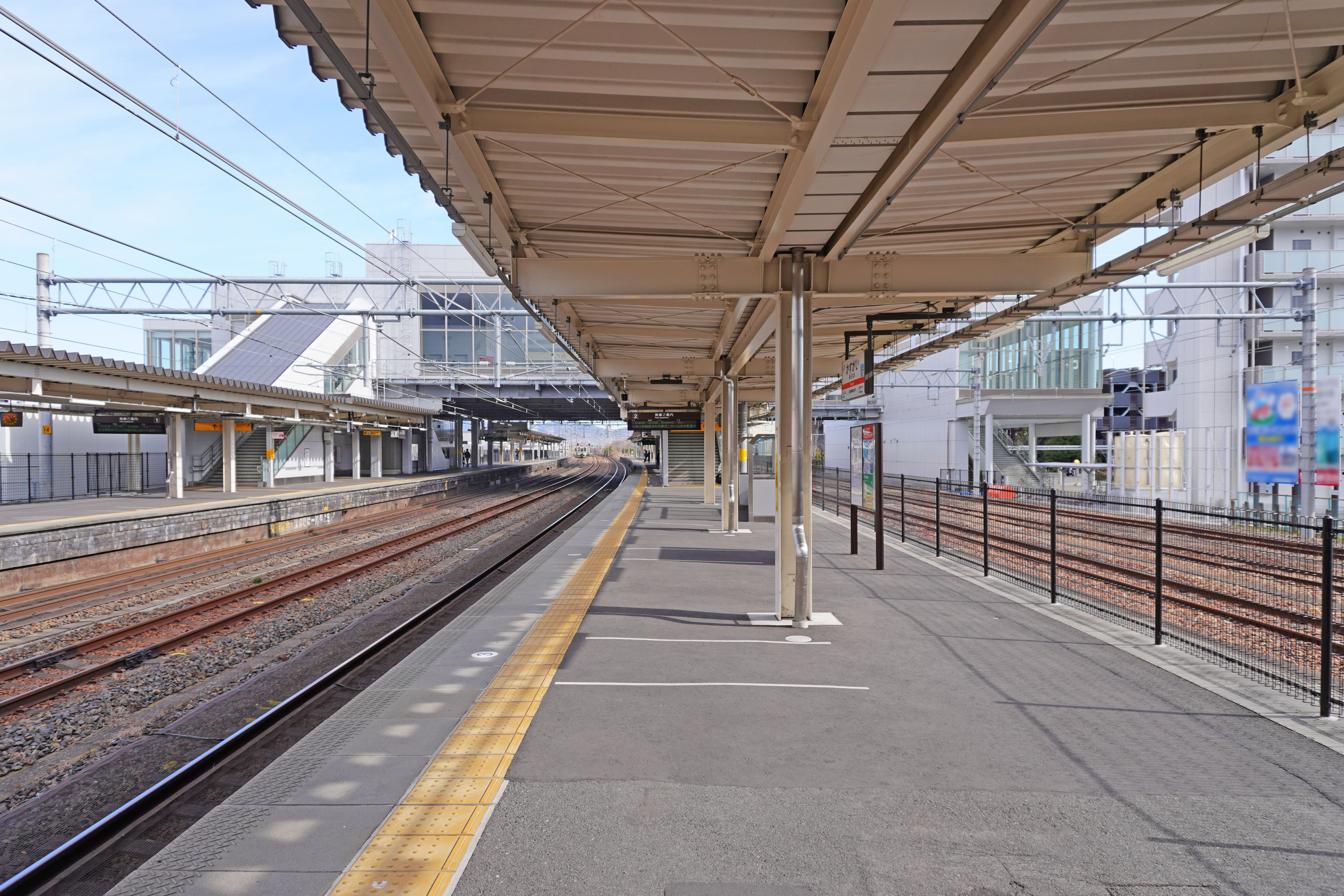
ホーム（2023年1月）
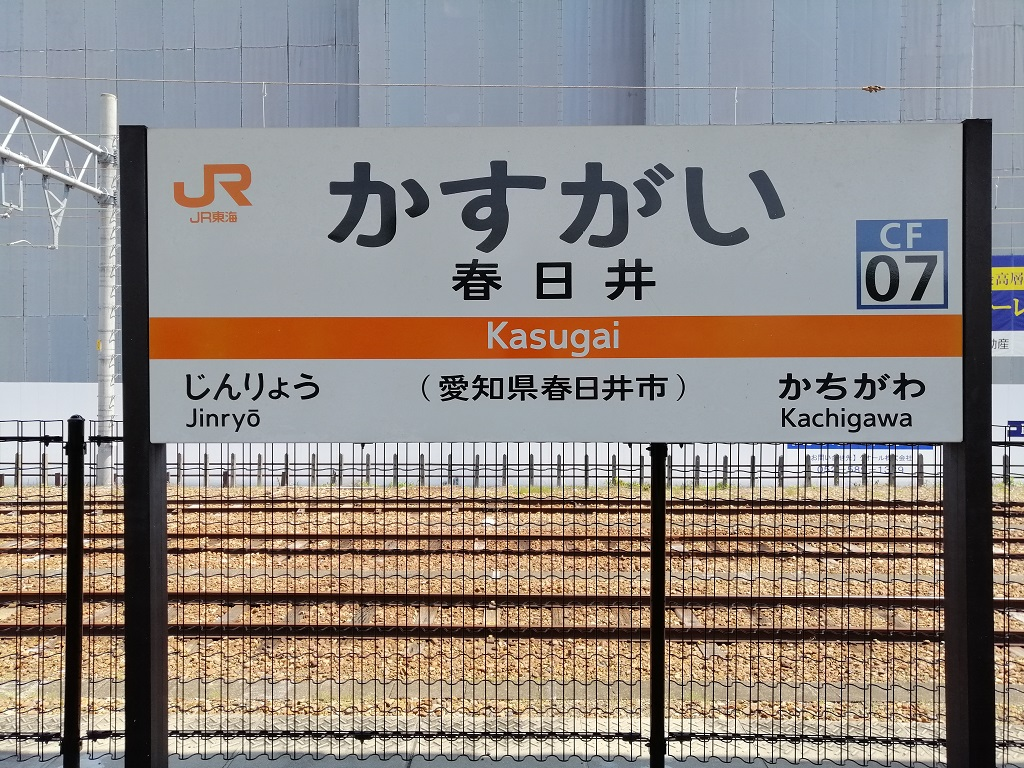
駅名標（2020年4月）

### 入出区線
多治見方には、JR東海神領車両区への入出区線が下り本線から分岐しており、同車両区の入出区車両が頻繁に見られる。入出区線は平面交差で入出区の際は下り本線を横断するため、下り列車が春日井駅手前で徐行することがしばしばあり、中央西線における一つの隘路となっている。

### 貨物取扱・専用線

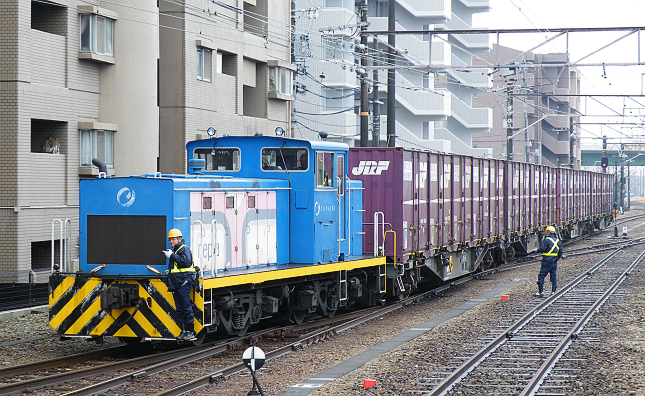
専用線から駅に進入する貨物列車（2009年1月）

専用線発着のコンテナ貨物、専用線発着の車扱貨物を取り扱っている。貨物列車は1日1往復、稲沢駅との間に高速貨物列車が運行されている。その列車に連結されたコンテナ車や有蓋車は稲沢駅から先、別の列車に継走されて日本全国へ輸送されている。
南口側の側線の名古屋方から、駅南側にある王子製紙春日井工場へ続く専用線が分岐している。専用線は有蓋車やコンテナを用いる紙製品の発送で使用されている。有蓋車の発送先は新座貨物ターミナル駅のIPC新座。専用線は日曜以外毎日貨車の出入りがあり、貨車の牽引はネピアのロゴを付けたスイッチャーが行っている。なお、この王子製紙専用線は、旧日本陸軍造兵工廠鳥居松工場への専用線を転用したものだとされている。
王子製紙専用線から分岐する愛知電機専用線もある。大型変圧器輸送に使用されているが、工場に直接繋がっておらず、春日井市内にある同社工場から変圧器を持ち込んで大物車に積んでいる。特殊輸送のため頻繁に使用されることはない。
1945年頃まで、春日井市西山町付近にあった名古屋陸軍造兵廠鷹来製造所西山分廠（跡地は陸上自衛隊春日井駐屯地など）へ続く専用線も存在した。路線跡の大半が道路に転用され、一部に鉄橋が残っている。

## 利用状況
「春日井市統計書」によると、当駅の一日平均乗車人員は以下の通り推移している。
| 年度   | 一日平均 乗車人員 |
| ------ | ----------------- |
| 2003年 | 16,175            |
| 2004年 | 15,978            |
| 2005年 | 16,127            |
| 2006年 | 15,953            |
| 2007年 | 16,228            |
| 2008年 | 16,792            |
| 2009年 | 15,724            |
| 2010年 | 15,650            |
| 2011年 | 15,487            |
| 2012年 | 15,473            |
| 2013年 | 15,672            |
| 2014年 | 15,432            |
| 2015年 | 15,640            |
| 2016年 | 15,713            |
| 2017年 | 15,818            |
| 2018年 | 15,819            |

春日井市内では高蔵寺駅、勝川駅のほうが乗降客数が多い。

## 駅周辺
1日約3万人が利用する春日井市の代表駅であるが、春日井市役所などが存在する鳥居松商店街とは離れており、駅付近には大きな商店もなく閑散としている。
2007年（平成19年）に策定された「春日井市都市交流拠点将来ビジョン」において、駅舎の橋上化及び南北自由通路の設置、駅ビルの建設、駅前再開発などを検討する方針が示された。
2011年（平成23年）には橋上化整備の完成が平成27年度（2015年度）末に予定されると発表があり、2012年（平成24年）度から約55億円の事業費を投じてバリアフリー化と自由通路を整備するため全面的な改築工事が行われた。

### 北口
2016年（平成28年）10月30日に橋上駅舎と自由通路が利用開始された後に北口駅前広場の整備が行われた。
北口駅前広場の整備事業により、バス降車場を駅正面に移転し、タクシー乗降場は駅前ロータリー東側に移設された。
また、春日井警察署の交番も整備された。
- ホテルテトラ春日井ステーションホテル
- 春日井中央ホテル
- バス乗り場

春日井駅停留所、名鉄バス・かすがいシティバス、JRバス（関東）「ドリームなごや号」
- タクシー乗り場
- 有料駐輪場（多治見方面）
- バリアフリー公衆トイレ（多治見方面）
- 送迎用待車場（多治見方面）
- バス乗り場（春日井駅前停留所） - 駅前ロータリーの北側にある、あおい交通の桃花台バスと乗り場。
- 愛知県道204号春日井停車場線
- 桃花台春日井線
- 弥生線

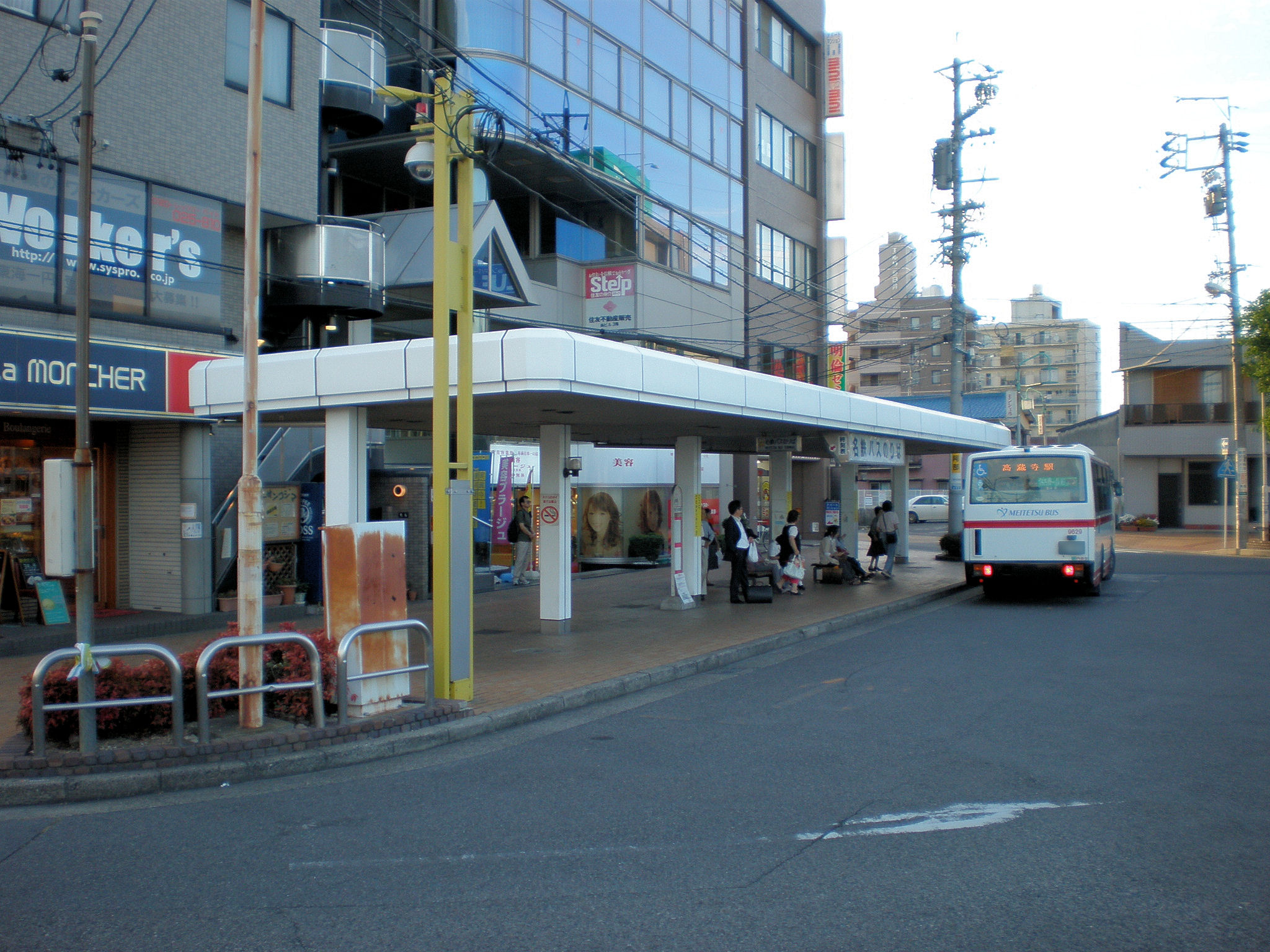
名鉄バス・春日井駅停留所（北口）
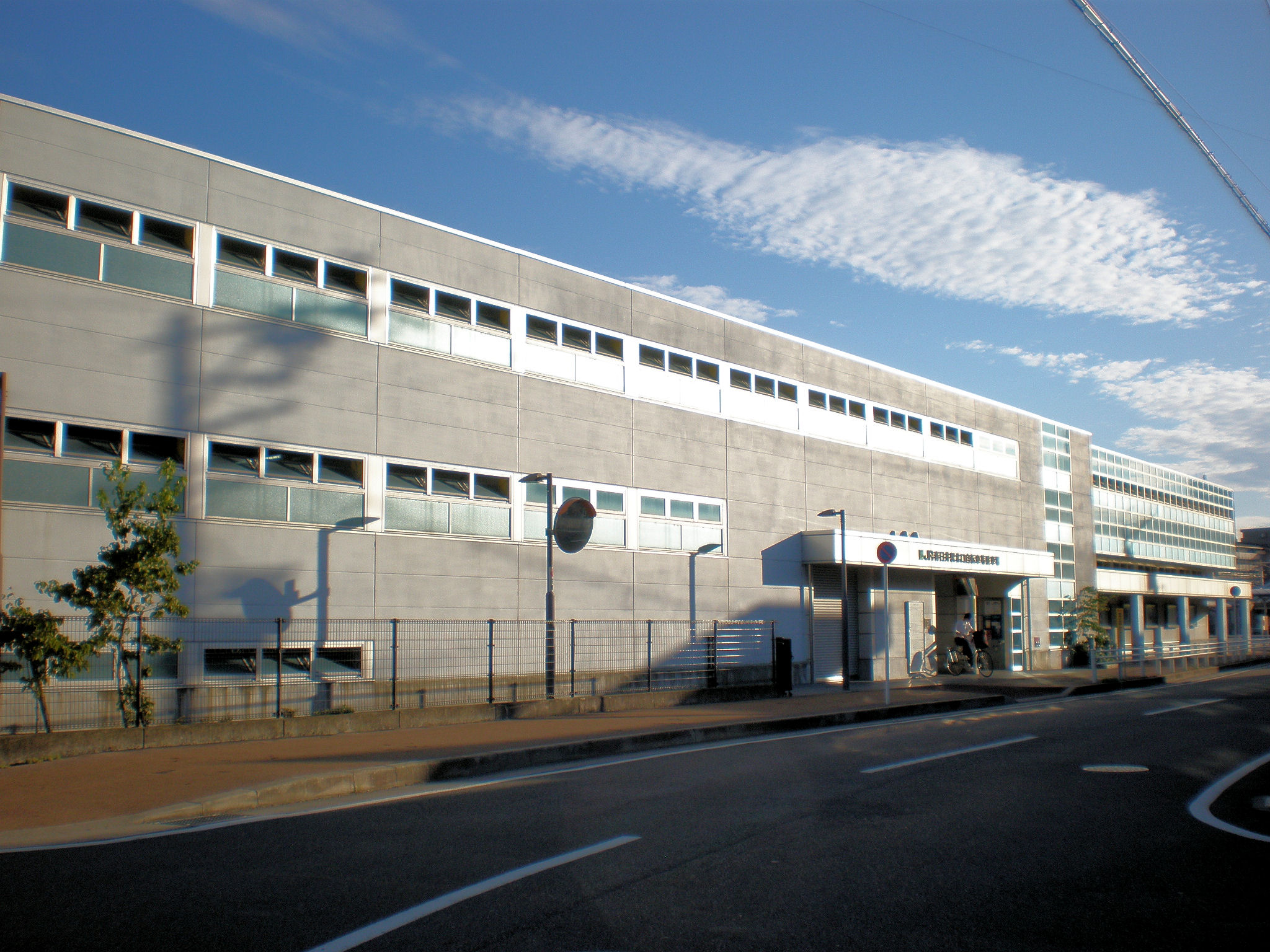
北口駐輪場
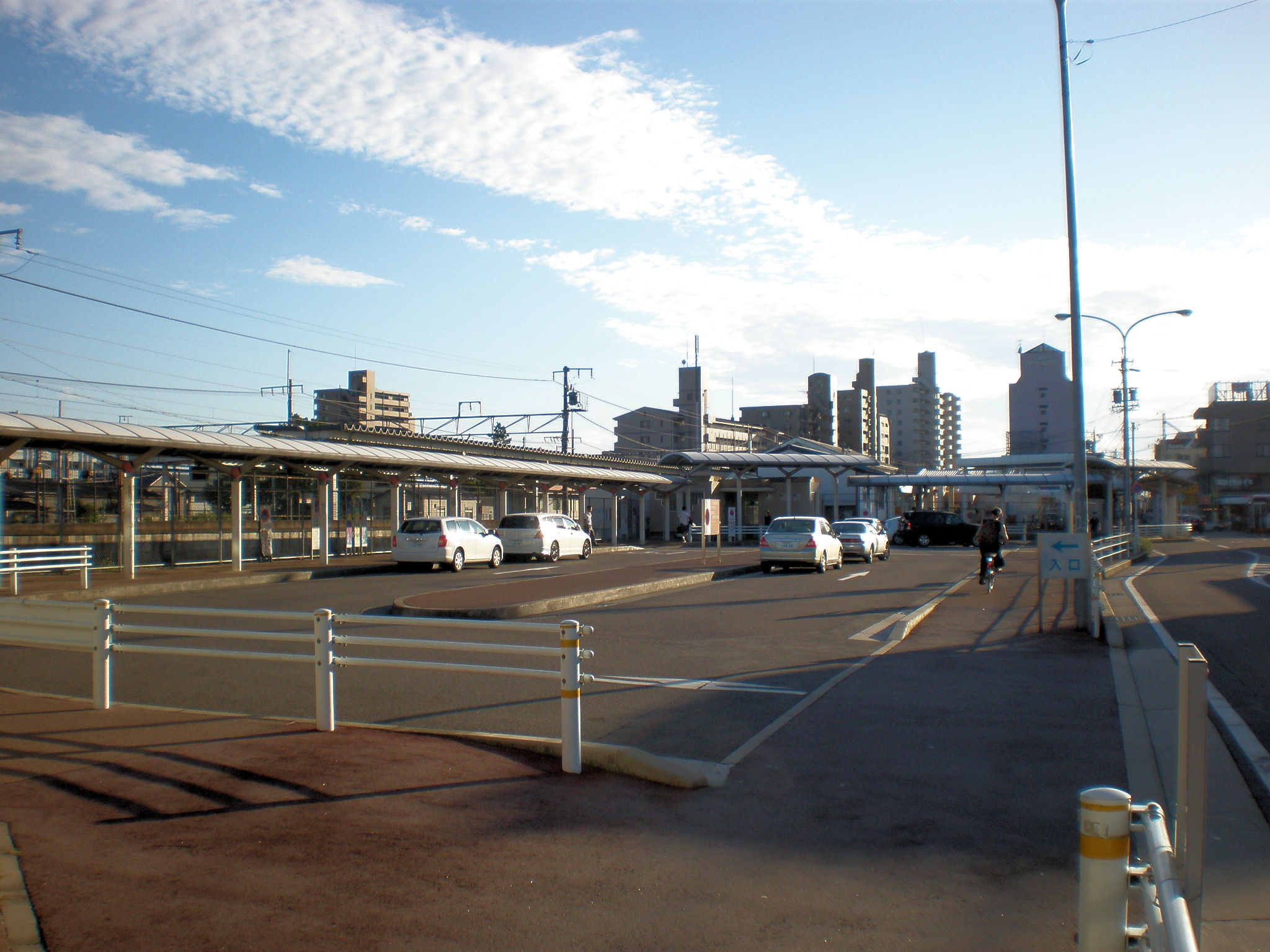
北口送迎用レーン

### 南口
- バス乗り場（春日井駅南口停留所、かすがいシティバス）
- 上条城址

なお2021年完成を目指して「JR春日井駅南東地区第1種市街地再開発事業」（野村不動産、岡谷鋼機、矢作建設工業）が進められている。

### その他
- 春日井市役所（北西・徒歩15分）
- ヤマナカ鳥居松店
- JR東海神領車両区
- 王子製紙春日井工場 - 旧日本陸軍造兵工廠鳥居松工場（一〇〇式機関短銃製造工場）跡

## バス路線
| のりば   | 運行事業者                                | 系統（路線）・行先                                                                       | 備考   |
| -------- | ----------------------------------------- | ---------------------------------------------------------------------------------------- | ------ |
| 北口1    | 名鉄バス                                  | 20：小牧駅 21：パナソニックエコシステムズ 26：春日井市民病院 27：桃花園 30・31：桃花台東 |        |
| 北口1    | ジェイアール東海バス ジェイアールバス関東 | ドリームなごや号                                                                         |        |
| 北口2    | 名鉄バス                                  | 46：大池住宅前 47：桃花園                                                                |        |
| 北口2    | 春日井市                                  | かすがいシティバス東環状線                                                               |        |
| 北側路上 | あおい交通                                | 桃花台バス                                                                               | [ 14 ] |
| 南口     | 春日井市                                  | かすがいシティバス南部線                                                                 |        |

## 隣の駅
東海旅客鉄道（JR東海）
CF 中央本線
■快速
高蔵寺駅 (CF09) - 春日井駅 (CF07) - 勝川駅 (CF06)
■区間快速・■普通
神領駅 (CF08) - 春日井駅 (CF07) - 勝川駅 (CF06)

#### 広報資料・プレスリリースなど一次資料
1. ↑  JR東海ニュースリリース　中央本線 春日井駅 橋上駅舎及び自由通路の供用開始について（H28.6.10）
2. ↑  JR春日井駅自由通路等整備について｜春日井市（平成28年6月10日）（2016年10月30日閲覧）
3. ↑  春日井駅構内図｜JR東海（2019年3月7日閲覧）
4. ↑  http://www.city.kasugai.lg.jp/seisaku/plan/toshibijyon.html
5. ↑    - 「生まれ変わるJR春日井駅」『広報春日井』平成23年5月1日号 (PDF)